# Comitatul Armstrong, Pennsylvania
Comitatul Armstrong, conform originalului din engleză, Armstrong County, este unul din cele 67 de comitate ale statului american Pennsylvania. Sediul comitatului, care a fost înființat în 1800 din Pike County, este orașul Kittanning, care este totodată și cea mai populată localitate din comitat. GR6 A fost numit în onoarea lui John Armstrong Sr., general maior al armatei americane din Războiul de independență al Statelor Unite.

## Geografie
Conform datelor deținute de United States Census Bureau, comitatul are o suprafață totală de 2.257 km² (sau de 871 mi²), dintre care 2.219 km² (sau 857 mi²) reprezintă uscat, iar restul de 38 km² (sau 15 mi²), adică 1.68%, este apă.

## Localități și comunități

### Oraș
- Quincy - sediul comitatului și unicul oraș

## Townships / Districte
Township este o diviziune administrativă din țările de limbă engleză ce corespunde cu subdiviziunea administrativă a plășilor din România interbelică.

## Demografie
|  | Graficele sunt indisponibile din cauza unor probleme tehnice. Mai multe informații se găsesc la Phabricator și la wiki-ul MediaWiki. |

Date: Wikidata - grafică realizată de Wikipedia